# Agni

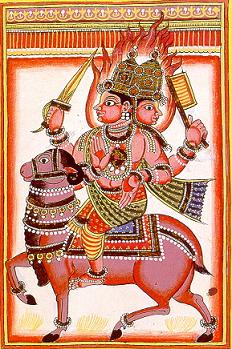
Dibujo de Agni.

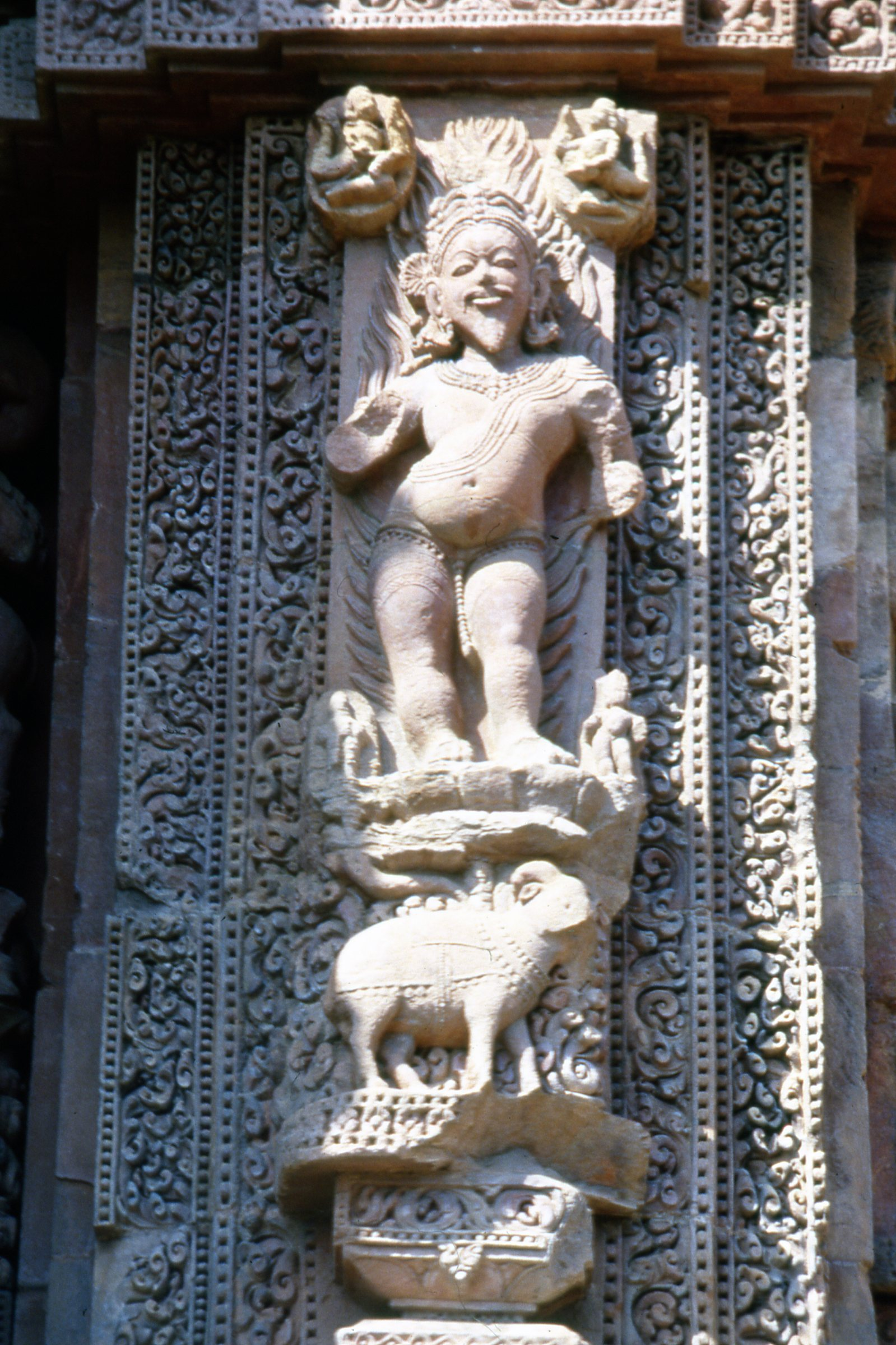
Escultura de Agni en el Templo Rajarani

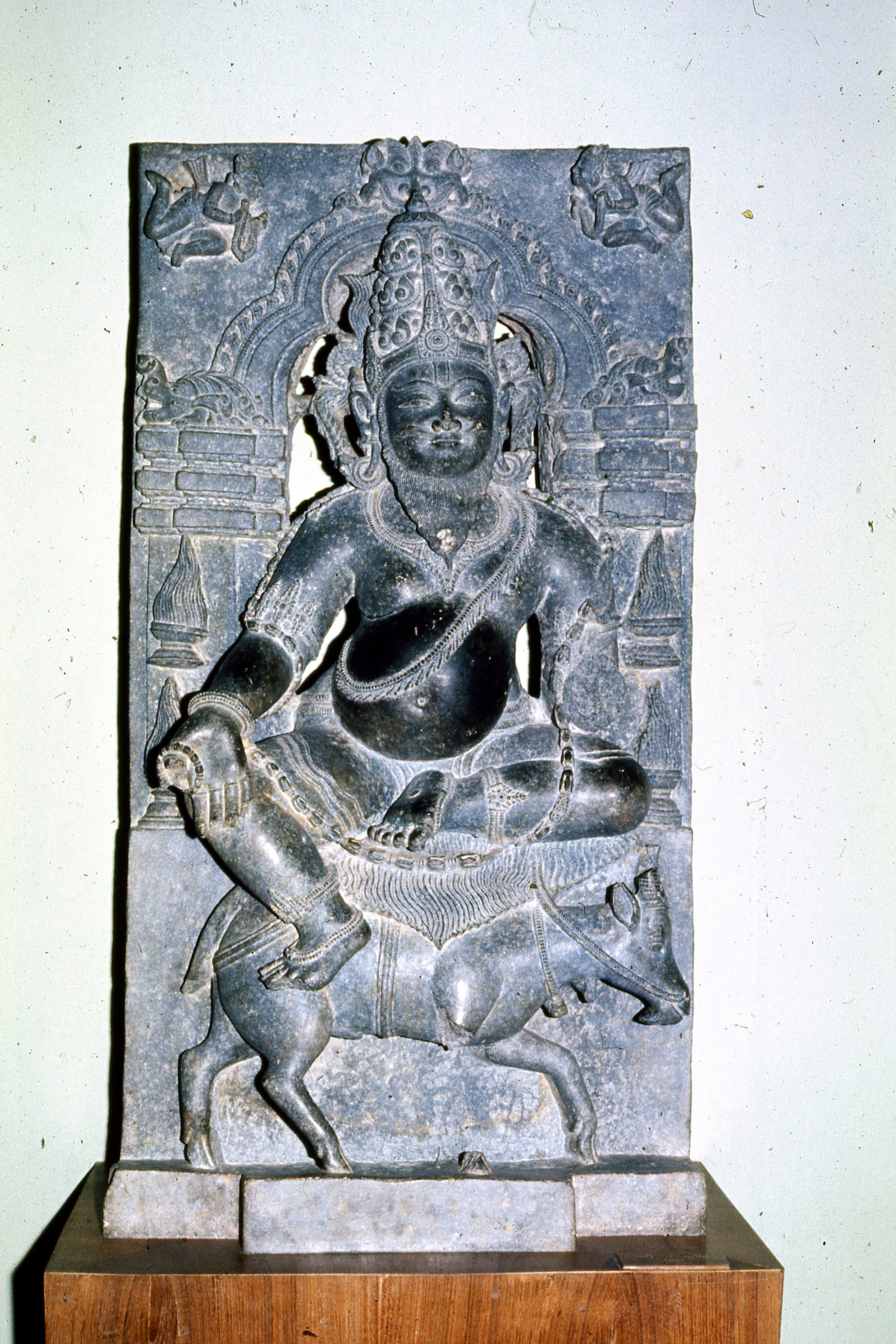
Escultura de Agni sentado sobre una cabra en el Museo Estatal de Orissa

En el marco del hinduismo, Agni (‘fuego’ en sánscrito) es el dios védico del fuego.
Junto con los dioses Indra y Suria conformaban la “trinidad védica” (Del vedismo, religión anterior al hinduismo), que más tarde fue reemplazada por la trinidad puránica del hinduismo: Brahmá, Visnú y Shivá.

## Nombre sánscrito
- agni, en el sistema AITS (alfabeto internacional para la transliteración del sánscrito).[1]
- अग्नि, en escritura devanagari del sánscrito.[1]
- Pronunciación:
  - /agní/ en sánscrito clásico[1] o bien
  - /ágni/ en varios idiomas modernos de la India (como el hindí, el maratí o el palí).
- Etimología: proviene del sánscrito ag (‘retorcerse’, ‘moverse tortuosamente’) según el Unadi-sutra.[1]

### Derivados
- agní-kaṇa ('partícula de fuego'), una chispa.
- agní-karman ('fuego-hacer'), acción de Agni; según el Nirukta de Iaska; amontonar leña; según el Shatapatha-bráhmana; cauterización; según Susruta
- agní-kalpa: que tiene la naturaleza del fuego; según el Shatapatha-bráhmana.
- agní-kārikā: encender o alimentar el fuego del sacrificio con mantequilla clarificada; L
- agní-kārikā: las oraciones que se dicen mientras se hace fuego; Katha1s.
- agní-kārikā: cauterización.
- agní-kārya: encender o alimentar el fuego del sacrificio con mantequilla clarificada; según el Manu-smriti
- agní-kārya: las oraciones que se dicen mientras se hace fuego; Katha1s.
- agní-kārya: cauterización.
- agní-kāṣṭha: Agallochum; según lexicógrafos (tales como Amara Simja, Jalaiuda, Jema Chandra, etc.).
- agní-kukkuṭa: una brizna de paja encendida, una tea según lexicógrafos (tales como Amara Simja, Jalaiuda, Jema Chandra, etc.).
- agní-kuṇḍa: una sartén con brasas; según el Ramaiana; un agujero o espacio cerrado para el fuego consagrado; Katha1s.
- agní-kumāra: una preparación particular de diversas plantas medicinales.
- agní-kumāra: de una clase de deidades bhavanavāsin; según textos jainas.
- agní-kṛta: hecho de fuego
- agní-ketu: (agni-) que tiene el fuego como un emblema o marca característica (uṣas); según el Taittiríia-samjita.
- Agní Ketu: nombre de un raksasa; según el Ramaiana
- agní-koṇa: la dirección sureste, gobernada por Agni; según lexicógrafos (tales como Amara Simja, Jalaiuda, Jema Chandra, etc.).
- agní-krīḍā ('juego-fuego'), fuegos artificiales, luces, etc.
- agni-kṣetra: el lugar para el altar de fuego, IndSt.
- agní-khadā: una sartén o estufa infernal; Ka1ran2d2.
- agní-garbhā: embarazada con fuego; Br2A1rUp
- agní-garbha: una joya que contiene y genera calor solar (sūrya-kānta); según lexicógrafos (tales como Amara Simja, Jalaiuda, Jema Chandra, etc.).
- agní-garbha: sustancia espumosa en el mar, engendrado por el fuego volcánico submarino; según lexicógrafos (tales como Amara Simja, Jalaiuda, Jema Chandra, etc.).
- agní-garbha (‘útero de fuego’): nombre de un hombre
- agní-garbhā: la planta mahājyotiṣmatī
- agní-gṛha: casa o lugar donde se mantiene el fuego; según el Majabhárata.
- agní-gṛha: una habitación equipada con baños calientes; Car.
- agni-godāna: un niño en cuya ceremonia de primer corte de cabello Agni es el dios principal; A1pGr2.
- Agní-grantha: nombre de una obra literaria
- Agní-ghaṭa: nombre de un infierno; Ka1ran2d2.
- agni-cakra: la esfera o el rango del fuego; IndSt.
- agní-caya: organizar y preparar el fuego de sacrificio
- agni-caya: una masa de fuego; según el Ramaiana
- agní-cayana: organizar y preparar el fuego de sacrificio
- agní-citi: organizar y preparar el fuego de sacrificio
- agní-cityā́: organizar y preparar el fuego de sacrificio; según el Shatapatha-bráhmana.
- agní-cít: organizar y preparar el fuego de sacrificio; según el Shatapatha-bráhmana.
- án-agní-cít: no organizar y preparar el fuego de sacrificio; según el Shatapatha-bráhmana.
- agní-cit-vat: dueño de una casa donde se organizar y prepara el fuego de sacrificio; Pa1n2. 8-2, 10 Sch.
- agní-já ('fuego-nacido'): producido por el fuego; según el Atharva-veda y el MaitrS.
- Agniyá: nombre del dios Visnú; según el Jari-vamsha.
- agní-já o agni-garbha: sustancia espumosa en el mar; según lexicógrafos (tales como Amara Simja, Jalaiuda, Jema Chandra, etc.).
- agní-janman ('fuego-nacido'), Skanda, dios de la guerra.
- agni-jā: una vaca de color café, según lexicógrafos (tales como Amara Simja, Jalaiuda, Jema Chandra, etc.).
- agní-jāra: sustancia espumosa en el mar (cf. -garbha y -jâ) según lexicógrafos (tales como Amara Simja, Jalaiuda, Jema Chandra, etc.).
- agní-jāla (‘agua de fuego’): sustancia espumosa en el mar, producida por un volcán subterráneo (cf. -garbha y -jâ) según lexicógrafos (tales como Amara Simja, Jalaiuda, Jema Chandra, etc.).
- agní-jihvá ('que tiene a Agni como lengua'): que consume el sacrificio a través del fuego; según el Rig-veda
- agní-jihvā́: lengua o llama de fuego; según el Atharva-veda y el Mundaka-upanishad
- agní-jihvā́: la planta bandera española (Methonica superba), también llamada lāṅgalī en la India.
- agni-jyeṣṭha: tener a Agni como jefe, TBR.
- agni-jyotis: llameante; según el Katiaiana-srauta-sutra.
- agní-jvalita-tejana: que tiene una punta endurecida al fuego; según el Manu-smriti (8.90).
- Agni-yuala (fuego-llama): nombre del dios Shiva
- agní-jvālā: llama de fuego
- agní-jvālā: una planta (Grislea tomentosa) con flores rojas, utilizada por tintoreros
- agní-jvālā: la planta yala-pippali
- Agni-tanu (‘cuerpo de fuego’) nombre de particulares textos; según el Apastamba-srauta-sutra.
- agní-táp: disfrutando de la calidez del fuego; según el Rig-veda (5.61.4).
- agní-tápas: caliente como el fuego, que brilla; según el Rig-veda (10.68.6).
- agní-taptá: el fuego calienta, brillando; según el Rig-veda (7.104.5).
- agní-tā (agní): el estado del fuego; según el Shatapatha-bráhmana.
- agni-tuṇḍa: un animal particular (que existe en uno de los infiernos) que escupe fuego; según los viṣṇu-smṛti
- agní-tejas: (Agní-) que tiene la energía del fuego o de agni; según el Atharva-veda
- agní-tejas: uno de los siete rishis (sabios) del undécimo manu-antara; según el Jari-vamsha
- agní-traya: los tres fuegos sagrados, llamados respectivamente Garhapatya, Āhavanīya y Dakṣiṇa.
- agní-tretā: los tres fuegos sagrados, llamados respectivamente Garhapatya, Āhavanīya y Dakṣiṇa; según el Manu-smriti y el Majabhárata.
- agní-trā: an-agnitrā.
- agní-da ('fuego-dador'), incendiario; según el Manu-smriti y Ya1jn5; estomacal; L
- agní-dagdha 1: quemado con fuego; según el Rig-veda (10.103) y el Shatapatha-bráhmana;
cauterizado; según Susruta
- agní-dagdha: un cauterio.
- agní-dagdhá 2: quemado en una pira funeraria; según el Rig-veda (10.15.14) y el Taitiríia-bráhmana
- agní-dagdhá (plural): una clase de pitris que, cuando vivían en la Tierra, mantenían fuego sagrado; según el Manu-smriti (3.199).
- Agní Datta: nombre de un príncipe
- Agní Datta: nombre de un brahmán; según el Kathá-sarit-ságara
- agní-damanī: nombre de una planta narcótica (Solanum Jacquini)
- agní-dāyaka: agni-da
- agní-dāha: una enfermedad particular
- agní-dāha: fuego resplandeciente (en el cielo); según el Jari-vamsha.
- agní-diś: región de Agni, el sureste
- agní-dīpana o agní-dīpanī: estomacal; según Susruta
- agní-dīpta: ardiente, brillante
- agní-dīptā: la planta maja-yiotismati
- agní-dīpti: estado activo de digestión; según Susruta
- agní-dūta (agní-): tener a Agni como mensajero, traído por Agni; según el Rig-veda (10.14.13) y el Atharva-veda
- agní-dūṣita ('fuego-marcado'), marcado a hierro candente.
- agní-deva: agni
- agní-devā: agni-nakṣatrá, Q.v. según lexicógrafos (tales como Amara Simja, Jalaiuda, Jema Chandra, etc.).
- agní-devata (agní-): tener a Agni como deidad; según el Shatapatha-bráhmana.
- agní-daivata: agni-nakṣatra; según el Bṛihat saṃhitā de Varaja Mijira
- agní-dh (agní-dh, dh for ídh cf. agnī́*dh): el sacerdote que enciende el fuego sagrado; según el Rig-veda (2.1.2; 10.41.3; 91.10).
- agní-dhā́na: receptáculo para el fuego sagrado; según el Rig-veda (10.165.3) y el Atharva-veda
- agní-nakṣatrá: la tercera mansión lunar, las Pléyades (Kritikas); según el Shatapatha-bráhmana.
- agní-nayana: el acto de llevar a cabo el fuego del sacrificio.
- Agni Naman: un nombre de Agni; según el Shatapatha-bráhmana.
- agni-nārāyaṇa: nombre de agni (tal como lo adoran los agnijotri-brahmanes); RTL. 50
- agni-nidhāna: colocación del fuego; según el Katiaiana-srauta-sutra
- agní-niryāsa: agni-jāra
- agní-nunna (agní): golpeado por el fuego o un rayo; SV.
- agní-netra (agní-): tener a Agni como guía; VS.
- agni-nyakta: mezclado con Agni (es decir, haber mencionado incidentalmente a Agni), TBR.
- agní-pakva: cocinado en fuego; según el Manu-smriti.
- agni-patana: tirarse en el fuego; según el Pañcha-tantra
- agní-pada''': (‘aquel cuyo pie ha pisado el lugar del fuego de sacrificio’) nombre de un caballo; según el Latiaiana. Vait.
- agní-parikriyā: cuidar del sagrado fuego; según el Manu-smriti (2.67).
- agní-paricchada: todo el ritual y práctica del fuego de sacrificio; según el Manu-smriti (6.4).
- agní-paridhāna: encerrar el fuego del sacrificio con una especie de pantalla
- agní-parīkṣā: prueba de fuego.
- Agní Parvata ('fuego-montaña'): nombre de un volcán del Ramaiana.
- Agni Pāta ('fuego-montaña'): nombre de un volcán; según el Kalachakra
- agni-pānīya: la observancia de suicidarse arrojándose primero en el agua y luego en el fuego; según el escoliasta[2] de Piṅgala (por ejemplo, Jalaiudha).
- agní-puccha: punto extremo de un fuego de sacrificio (dispuesto con forma de pájaro); según el Asualaiana-srauta-sutra
- Agniputra (hijo de Agni): nombre de Skanda; según el Atharva-veda-parisista
- agní-purā́: el castillo de Agni; según el Shatapatha-bráhmana
- Agní-purāṇa: nombre de un purana.
- agní-purogama: tener a Agni para un líder.
- agní-praṇayana: agni-nayana
- agní-praṇayana: embarcación para transportar un fuego del sacrificio; según el Mánava-srauta-sutra
- agní-praṇayanīya: referencia al texto Agni-pranaiana.
- agní-pratiṣṭhā: consagración del fuego, especialmente del fuego nupcial.
- agni-pradāna: arrojarse al fuego; según el Pañcha-tantra
- agní-prabhā: un insecto venenoso; según Susruta
- agní-praveśa: entrar en el fuego, autoinmolación de una viuda en la pira funeraria de su marido.
- agní-praveśana: entrar en el fuego, autoinmolación de una viuda en la pira funeraria de su marido.
- agní-prastara: una piedra productora de fuego; pedernal; según lexicógrafos (tales como Amara Simja, Jalaiuda, Jema Chandra, etc.).
- agní-prāyaścitta o agní-prāyaścittí: un acto expiatorio durante la preparación del fuego del sacrificio; según el Shatapatha-bráhmana
- agní-bāhu: humo ([agni-vāha]) según lexicógrafos (tales como Amara Simja, Jalaiuda, Jema Chandra, etc.).
- agní-bāhu: nombre de de un hijo del primer Manu; según el Jari-vamsha.
- agní-bāhu: nombre de de un hijo de Priiavrata y Kamia; según el Visnu-purāṇa
- agní-bīja: oro según lexicógrafos (tales como Amara Simja, Jalaiuda, Jema Chandra, etc.).
- agní-bīja: nombre de la letra r; según el Rama-tapanía-upanishad
- agní-bha ('brilla como el fuego'), oro; según lexicógrafos (tales como Amara Simja, Jalaiuda, Jema Chandra, etc.).
- agni-bhāṇḍa: recipiente para el fuego aupāsana; según el Jirania-kesin-pitri-medha-sutra
- agní-bhu ('producido por el fuego'), agua según lexicógrafos (tales como Amara Simja, Jalaiuda, Jema Chandra, etc.).
- agní-bhū: nombre de Skanda; según lexicógrafos (tales como Amara Simja, Jalaiuda, Jema Chandra, etc.).
- agní-bhū: nombre de un maestro védico, con el patronímico Kaśyapa; según el Vamsha-bráhmana.
- agní-bhū: (en aritmética) el número seis.
- agní-bhūti: de uno de los once principales alumnos (gaṇadharas) del último tirthankara; según el gramático Panini (8.2.107); el Kavia-alamkara-vritti (2); y el gramático Patanyali.
- agní-bhrājas (agní-): poseer esplendor ardiente; según el Rig-veda (5.54.11).
- agní-maṇi: piedra solar (surya-kānta).
- agní-mát: estar cerca del fuego; según el Atharva-veda; en el Rig-veda se lo llama agni-vat.
- agní-mát: tener o mantener un fuego del sacrificio; según el Manu-smriti
- agní-mát: tener una buena digestión; según Susruta
- agní-mantha: producir fuego mediante fricción
- agní-mantha (Premna Spinosa; según Susruta.
- agni-madana: el fuego del amor sexual, según el Majabhárata.
- agni-man: fogosidad; según el Kavia-alamkara-vritti (5.2.56) de Vámana
- agní-manthana: producción de fuego por fricción; según el Asualaiana-srauta-sutra
- agní-manthanīya: relacionado con tal fricción.
- agní-máya o agní-máyī: ardiente; AitBr. y el Shatapatha-bráhmana
- agní-māṭhara: nombre de un expositor del Rig-veda; según el Visnu-purāṇa.
- agní-māndya: lentitud de la digestión, dispepsia.
- agní-māruti: nombre del sabio Agastya; según lexicógrafos (tales como Amara Simja, Jalaiuda, Jema Chandra, etc.) (cónfer Āgni Māruta).
- agní-mitra: de un príncipe de la dinastía Sunga, hijo de Pusiamitra; según el Visnu-purāṇa.
- agní-m-indhá (agnim-indhá): sacerdote que enciende el fuego; según el Rig-veda (1.162.5).
- agni-m-īyāma: de un sāman, según el Latiaiana y el Drajiaiana.
- agní-mukha: (Agni-) que tiene a Agni como boca; según el Shatapatha-bráhmana.
- agní-mukha: una deidad, un brāhmaṇa, un medicamento tónico según lexicógrafos (tales como Amara Simja, Jalaiuda, Jema Chandra, etc.).
- agní-mukha: nombre de la planta Semicarpus Anacardium
- agní-mukha: Plumbago zeylanica según lexicógrafos (tales como Amara Simja, Jalaiuda, Jema Chandra, etc.).
- agní-mukha: de un insecto; según el Pañcha-tantra
- agní-mukhī (Semicarpus Anacardium
- agní-mukhī (Gloriosa Superba), o Methonica Superba
- agní-mūḍha (agní-): convertido en demente por el dios Agni; según el Rig-veda (10.103).
- agní-yuta: nombre del autor del himno 10.116 del Rig-veda
- agní-yojana: el acto de agitar el fuego del sacrificio (para hacerlo arder).
- agni-yauna: producido por el fuego, según el Majabhárata.
- agní-rakṣaṇa: mantenimiento del fuego sagrado doméstico.
- agní-raja: un insecto escarlata; según lexicógrafos (tales como Amara Simja, Jalaiuda, Jema Chandra, etc.).
- agní-rajas: un insecto escarlata; según lexicógrafos (tales como Amara Simja, Jalaiuda, Jema Chandra, etc.).
- agní-rahasya ('misterio de agni'), título del décimo libro del Satapatha-bráhmana.
- agni-rahasya-kāṇḍa: nombre del libro décimo (o duodécimo) del Shatapatha-bráhmana
- agní-rājan ('que tienen a Agni como rey'), nombre del vastus; según el Sankhaiana-srauta-sutra
- agní-rā́śi: un montón o masa de fuego, una pila ardiente.
- agní-ruhā: la planta māṃsarohiṇī.
- agní-rūpa: con forma de fuego (agní-). según el Rig-veda (10.84.1).
- agní-rūpa: (Agni-rupa) una forma de fuego; según el Shatapatha-bráhmana
- agní-retasá: surgido a partir del semen de Agni; según el Shatapatha-bráhmana.
- agní-rohiṇī: una hinchazón inflamatoria dura en la axila; según Susruta
- agní-loka: el mundo de Agni; según el Kaushitaki-upanishad
- agni-locana: ('ojos ardientes') nombre del dios Shiva; según el Lexiko de Demetrius Galanos
- agní-vát: estar cerca del fuego; según el Rig-veda (7.104.2); en el Atharva-veda se lo llama agni-mat.
- Agní-vát ('unido a [otro] fuego'): nombre de Agni; según el Taittiríia-samjita.
- Agní-varcas: nombre de un profesor del Visnu-purāṇa
- agní-varṇa: que tiene el color del fuego
- agní-varṇa: caliente, ardiente (dicho de un licor); según el Manu-smriti (9.90 y 9.91).
- Agní Varṇa: nombre de un príncipe, hijo de Sudarśana.
- agní-vardhaka: favoreciendo la digestión, estomacal.
- agní-vardhana: favoreciendo la digestión, estomacal.
- agní-vallabha: el árbol Shorea Robusta
- agní-vallabha: el jugo resinoso del árbol Shorea Robusta
- agni-vaha: exponiéndose al calor, según el Majabhárata.
- agní-vāṇa: una flecha ardiente.
- agní-vādin ('fuego-asertor'), adorador del fuego.
- agní-vārtta: ganarse la vida por el fuego [como un herrero]; según el Bṛihat saṃhitā de Varaja Mijira.
- agní-vāsas (agní-): llevar una ropa de color rojo o fuego; según el Atharva-veda.
- agní-vāha: vehículo del fuego (por ejemplo, el humo); según lexicógrafos (tales como Amara Simja, Jalaiuda, Jema Chandra, etc.).
- agní-vidhā́: forma de fuego; según el Shatapatha-bráhmana
- agní-vimocana: el acto de bajar el fuego del sacrificio (extendiéndolo hacia fuera).
- agni-viś: carbón, según lexicógrafos (tales como Amara Simja, Jalaiuda, Jema Chandra, etc.).
- agní-visarpa: propagación de una inflamación (en un tumor).
- agní-viharaṇa: eliminando el fuego del sacrificio desde el āgnīdhra hasta el sadas maṇḍapa
- agní-vīrya: oro según lexicógrafos (tales como Amara Simja, Jalaiuda, Jema Chandra, etc.).
- agní-vṛddhi: mejora de la digestión.
- agní-vetāla: de un vetala (relacionado con la historia del rey Vikramaditia).
- agnísāt: que indica el estado del fuego ―utilizado con kṛi y bhū; por ejemplo: agnisāt kṛi (para reducir al fuego, o para consumir por el fuego’); cf. bhasmasāt.

## Concepto
Agnidev es hijo de la diosa Pritií (la Tierra) y del dios Diaus Pitar (‘Dios padre’) ―que es una derivación de un antiquísimo término indoeuropeo que en Europa se convertiría en el griego Zeus, en latín 'deus' y Iú-piter (Júpiter)―.
Una de las tareas de Agnidev es la de ser mensajero entre los dioses y los mortales.[cita requerida]
Protege a los hombres y a los hogares de los hombres.
En su cabeza tiene un millón de ojos.

## Descripción
En el arte hinduista se lo representa con
dos rostros —lo que sugiere sus efectos beneficiosos y destructivos—,
ojos y cabello negro,
tres piernas y
siete pares de brazos.
De su cuerpo emanan siete rayos de luz (otro de sus nombres es Sapta Yijuá, ‘siete lenguas’).
Su vehículo es un macho cabrío, o
una cuadriga tirada por cabras
(o más raramente por loros).
Actualmente en los templos hinduistas todavía se utiliza el sagrado taladro agni manthana (‘batido de fuego’) para generar fuego por fricción, que simboliza el milagroso nacimiento diario de Agni.

## El fuego Agni
El vocablo sánscrito agni se refería especialmente al fuego del sacrificio, de tres tipos:
- Gārhapatia (siendo griha: hogar),
- Āhavanīia y
- Dakshina.

Por eso también era una manera de referirse al número tres.
También funcionaba como un sustituto místico de la letra r.
Este vocablo agni tiene la misma raíz indoeuropea que dio origen al término latino ignis (y el español «ígneo»), el lituano ugnis y el eslavo ognj.
- Había también un dios del fuego digestivo (la acción de los ácidos gástricos les parecía a los hinduistas parecida a la acción del fuego, que cocina).
- También llamaban agni a la facultad digestiva y a la bilis.
- También existen varias plantas con el nombre de agni.
- agni-yijuá (‘lengua del dios Agni’): consumir un sacrificio a través de Agni.